# C9H12FN
化学式C9H12FN的化合物（摩尔质量：153.2 g/mol）可以指：
- 2-氟苯丙胺，CAS号：1716-60-5
- 3-氟苯丙胺，CAS号：1626-71-7
- 4-氟苯丙胺，CAS号：459-02-9